# Vagina
La vagina es un conducto fibromuscular elástico que forma parte del aparato reproductor femenino y se extiende desde la vulva hasta el cuello uterino o cérvix. Su abertura puede estar parcialmente obturada por una membrana llamada himen. La vagina permite las relaciones sexuales y el parto; además canaliza el flujo menstrual, que ocurre periódicamente como parte del ciclo menstrual.
La ubicación y estructura de la vagina varía entre especies, y puede variar en tamaño dentro de la misma especie. Al contrario que los mamíferos machos, que normalmente tienen el meato urinario como la única abertura para la micción y la reproducción, las hembras tienen la abertura de la uretra para la micción y la vaginal para el tracto genital. La apertura vaginal es mayor que la urinaria (que está más cerca del vientre), y en las humanas ambas están protegidas por los labios. En el caso de anfibios, aves, reptiles, monotremas y marsupiales, la cloaca es la única abertura externa para el tracto gastrointestinal y los tractos urinarios y reproductivos.

## Etimología y definición
La palabra vagina proviene del latín vāgīna, literalmente «vaina»; su plural es vaginae. También se denomina a la vagina como el canal de parto en el contexto del embarazo y nacimiento. En algunas palabras científicas se usa el prefijo colpo- (del griego kolpos, 'regazo') para indicar vagina, como en colporragia, flujo de la vagina.

## Estructura

### Desarrollo

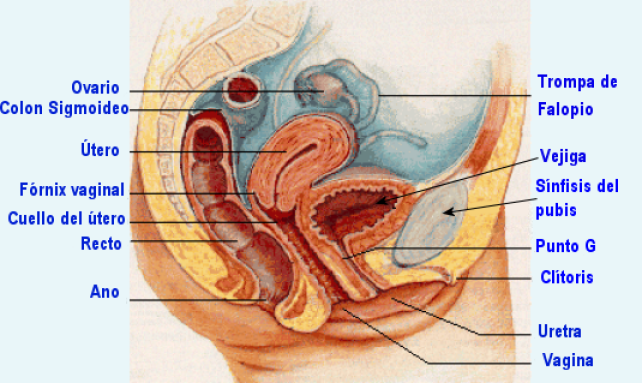
Aparato genital femenino. Corte sagital.

La placa vaginal, precursora de la parte inferior de la vagina, es el crecimiento de tejido que da lugar a la formación de la vagina; se localiza donde las puntas sólidas de los conductos de Müller se introducen en la pared dorsal del seno urogenital como la eminencia Mülleriana. El crecimiento de la placa no tiene trabas, ya que separa significativamente la cérvix y el seno urogenital; posteriormente, las células centrales de la placa se deshacen para formar el lumen vaginal. La vagina no se forma como canal hasta las 24 semanas de embarazo. Si no consigue desarrollarse completamente, se pueden formar septae, que pueden ocasionar obstrucciones del tracto de salida en el futuro.
En ausencia de testosterona durante la diferenciación sexual en humanos (desarrollo sexual de las diferencias entre mujeres y hombres), el seno urogenital permanece como vestíbulo de la vagina, los dos pliegues urogenitales forman los labios menores, y la hinchazón labio-escrotal crece para formar los labios mayores.
La vagina humana se desarrolla como un canal elástico muscular que se extiende desde la vulva al útero. Es de color rosa rojiza, y conecta la vulva superficial con el cuello uterino profundo. La vagina se encuentra detrás de la uretra y la vejiga, y se extiende a través del periné superiormente y después hacia el cuello uterino; el cuello uterino sobresale dentro de la vagina en un ángulo de aproximadamente 90°. El orificio vaginal y la apertura de la uretra están protegidos por los labios.

### Forma y dimensiones

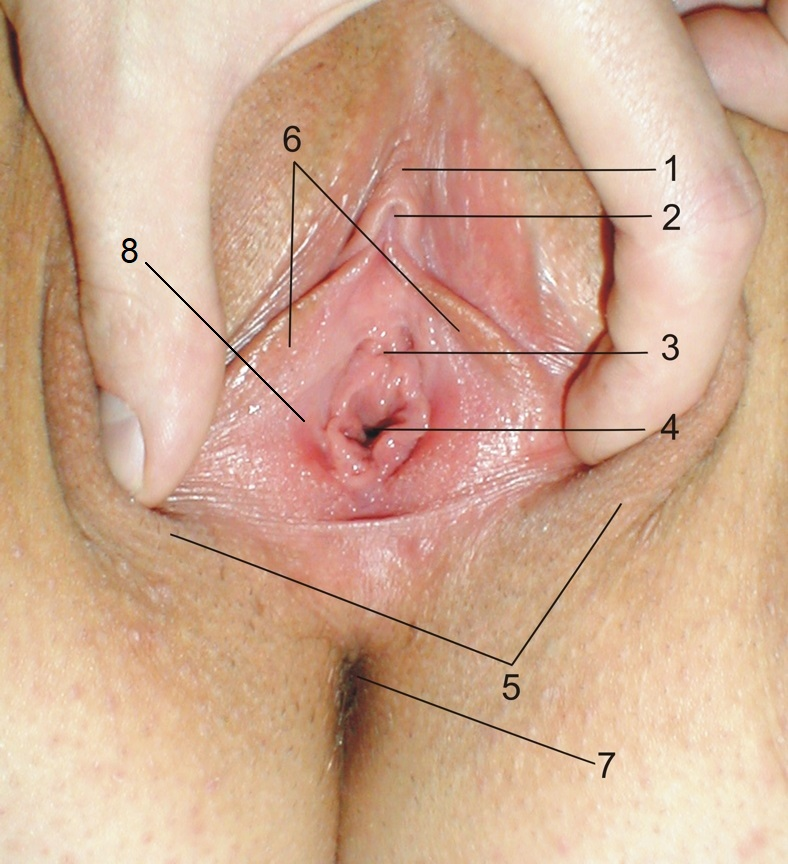
Vista de una vulva con zona depilada, tras los labios menores: 1. Prepucio. 2. Glande del clítoris. 3. Uretra. 4. Vagina. 5. Labios mayores. 6. Labios menores. 7. Ano.

En estado de reposo, la vagina es aplanada, y sus paredes se aplican una a otra en toda su extensión menos en sus extremidades. 
La longitud de la vagina en humanos varía de 8 a 11 cm como promedio. Tiene en su pared anterior una longitud de 7 cm, mientras la posterior, que es la más larga, mide 9 cm. Sin embargo puede dilatarse, aumentando su longitud tres o cuatro centímetros más durante la excitación sexual.
En suidos (cerdos y jabalíes) de tamaño medio, mide de 10 a 12 cm de largo. La luz es estrecha, está rodeada de una capa muscular gruesa, formada por dos capas de fibras longitudinales rodeando una capa de fibra circulares.
En los carnívoros es relativamente grande, se estrecha hacia el útero y no se distingue el fórnix. La capa muscular es gruesa y formada, fundamentalmente, por fibras circulares. La mucosa forma pliegues longitudinales.
En los équidos mide de 15 a 20 cm de largo. Su luz puede alcanzar unos 10-12 cm de diámetro cuando está distendida (incluso estando limitada su dilatabilidad por la pared pelviana). No hay líneas externas que permitan ver los límites de la vagina a simple vista, a diferencia de otras especies.
En bóvidos presenta unos órganos exclusivos de esa familia, los canales de Gartner, de función secretora.

#### Capas de la pared vaginal

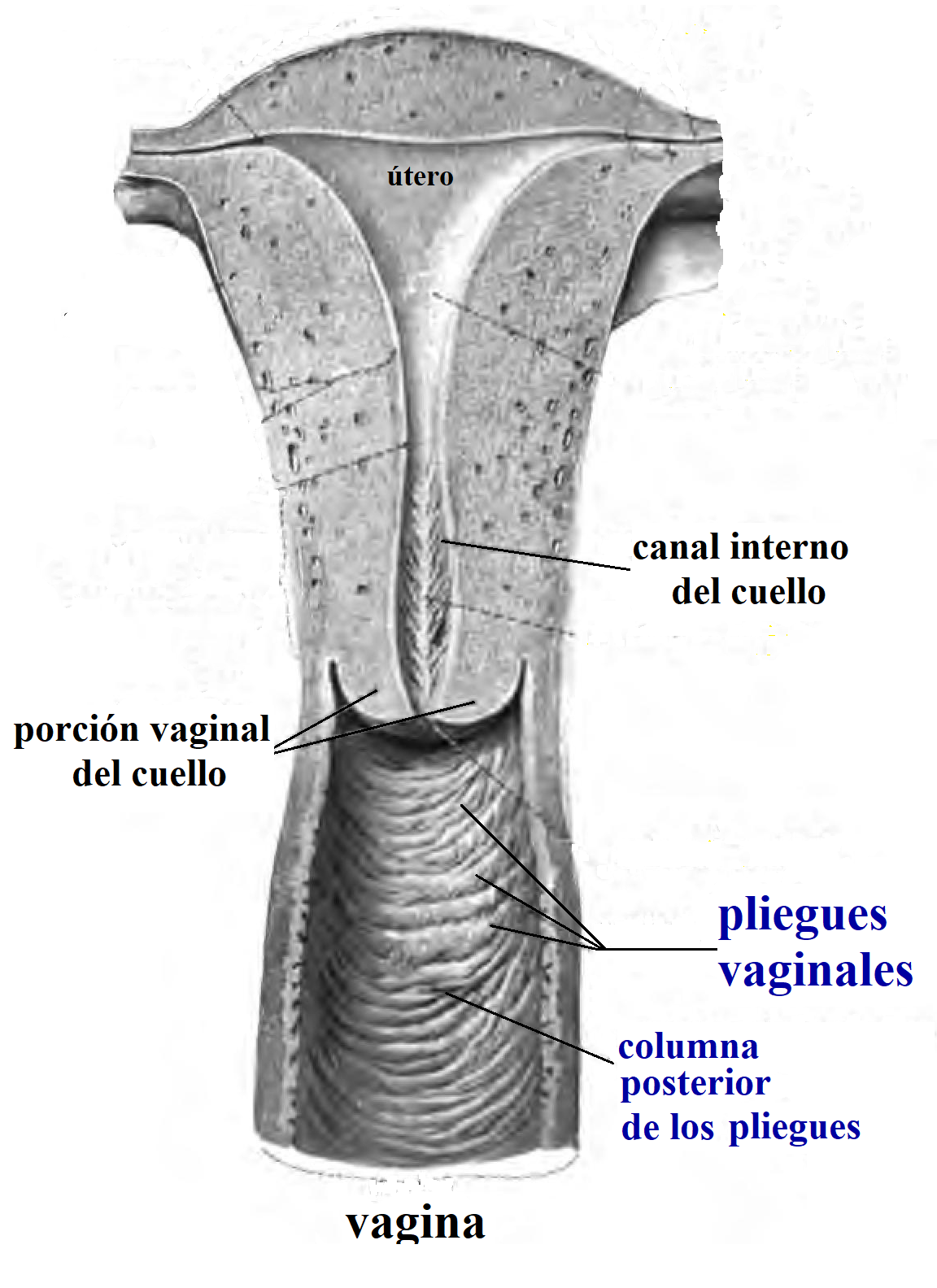
Pliegues vaginales (derecha abajo).

##### Túnica mucosa
La túnica mucosa forma numerosos pliegues transversales llamados "arrugas" o pliegues vaginales, diferentes en su forma y grosor según la especie, y en ocasiones llega a cerrar por completo la luz vaginal. Tiene dos capas: el epitelio y la lámina propia. 
El epitelio escamoso estratificado mucoso tiene grosor variable. La lámina propia es el tejido laxo conjuntivo que une el epitelio con las capas musculares. En su zona profunda existen fibras más gruesas y vasos de mayor calibre. Estos vasos irrigan las llamadas cavernas vasculares, que forman el tejido eréctil.
En el espesor del epitelio vaginal se encuentran las células eosinófilas que segregan y descomponen el glucógeno en monosacáridos durante la fase proliferativa o folicular. La flora bacteriana (bacilos de Döderlein) lo transforma en ácido láctico, que confiere el carácter ácido a la vagina. Durante la fase secretora o fase lútea, el grosor de esta capa disminuye considerablemente, y predominan las células basófilas, junto con leucocitos. También se modifica la flora bacteriana, y el pH aumenta. Los leucocitos de la lámina propia sirven como primera barrera defensiva contra las infecciones.
En las hembras que presentan celo estacional, la luz vaginal está cerrada durante la fase proliferativa. Gracias a los cambios en las secreciones vaginales durante la fase secretora, que favorecen la movilidad y la supervivencia de los espermatozoides, es más fácil que se produzca la concepción. Estos cambios pueden disminuir la capacidad defensiva del epitelio vaginal, de hecho, es durante la fase secretora cuando se producen más infecciones bacterianas. La ausencia de ácido láctico parece ser la causa más importante.

##### Túnica muscular

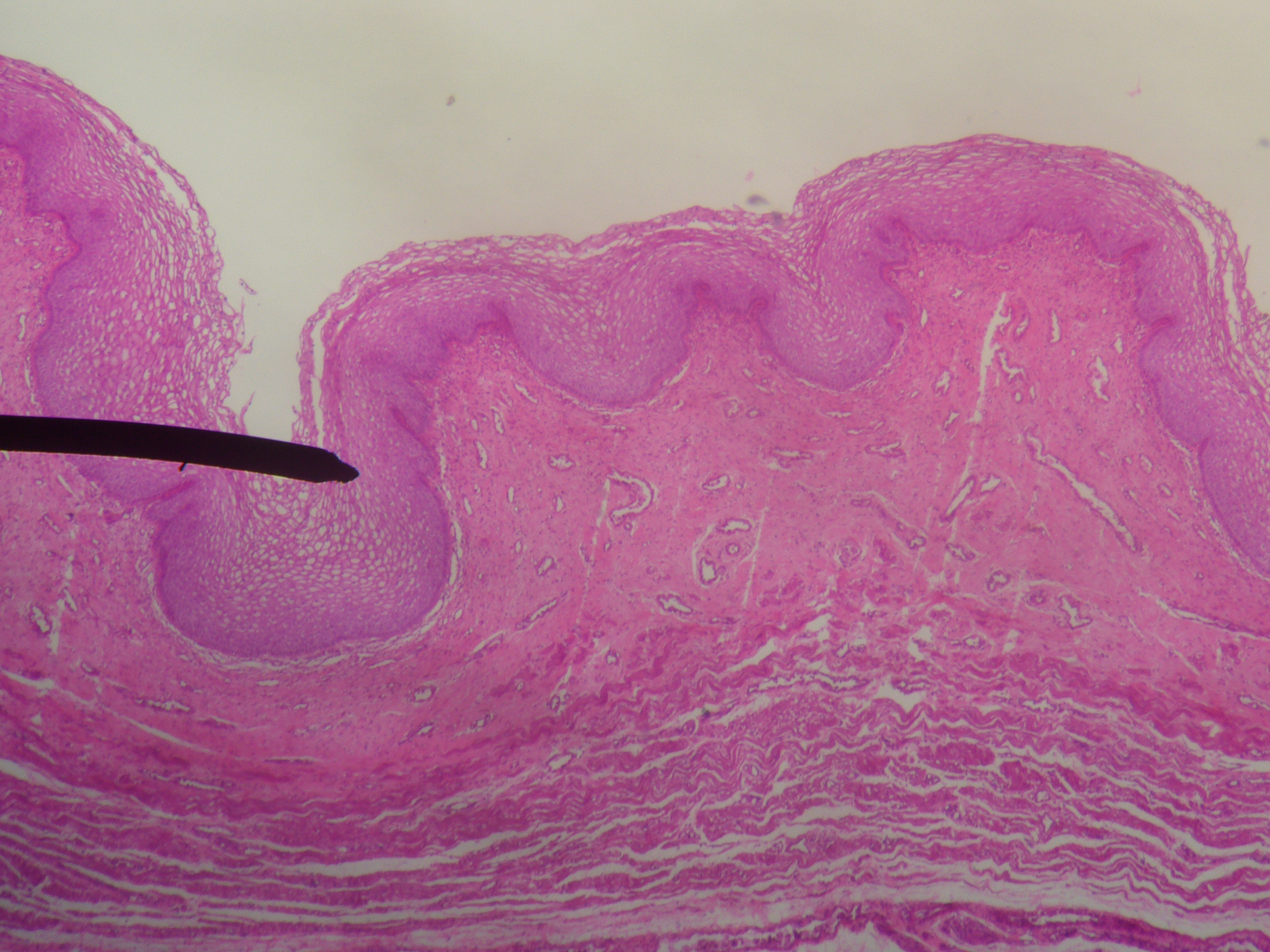
Pared vaginal humana. Se aprecian la túnica mucosa, la muscular lisa involuntaria y la adventicia. Microscopio óptico.

El músculo liso posee dos estratos diferenciados: uno interno, compuesto de fibras circulares, y uno externo, más grueso, compuesto de fibras longitudinales.
El músculo bulboesponjoso forma el esfínter que cierra la vagina. Se trata de células musculares esqueléticas.

##### Túnica adventicia
Se trata de tejido conectivo laxo, que contiene un gran plexo venoso.

## Microbiota vaginal
La vagina es un ecosistema dinámico que vive cambios a largo plazo, desde el nacimiento a la pubertad y desde la menarquia a la menopausia. La microbiota vaginal saludable consta de especies principalmente aerobias. El género más abundante es Lactobacillus, principalmente sus especies L. crispatus, L. jensenii y L. gasseri. Bajo la influencia de hormonas, tales como el estrógeno, la progesterona y la hormona foliculoestimulante (FSH), el ecosistema vaginal atraviesa cambios cíclicos o periódicos. El pH medio vaginal varía significativamente durante la vida de una mujer, de 7.0 en chicas premenárquicas, a 3.8-4.4 en mujeres en edad reproductora, a 6.5-7.0 durante la menopausia sin terapia hormonal, y 4.5-5.0 con terapia de reemplazo de hormonas. Factores importantes para estas variaciones son el estrógeno, el glicógeno y los lactobacilli.

## Irrigación
El tercio superior de la vagina está irrigado por las ramas vesico-vaginales y cervico-vaginales provenientes de la arteria uterina. Las primeras emergen antes de que la arteria uterina cruce por delante del uréter de su mismo lado, mientras que las segundas se originan después de que la arteria cruza el uréter.  El tercio medio de la vagina es irrigado por la arteria vaginal, rama de la arteria hipogástrica. La arteria hemorroidal media, y algunas ramas de la arteria pudenda interna que arranca de aquella, contribuyen a irrigar el tercio inferior de la vagina.

## Funciones de la vagina

### Secreciones

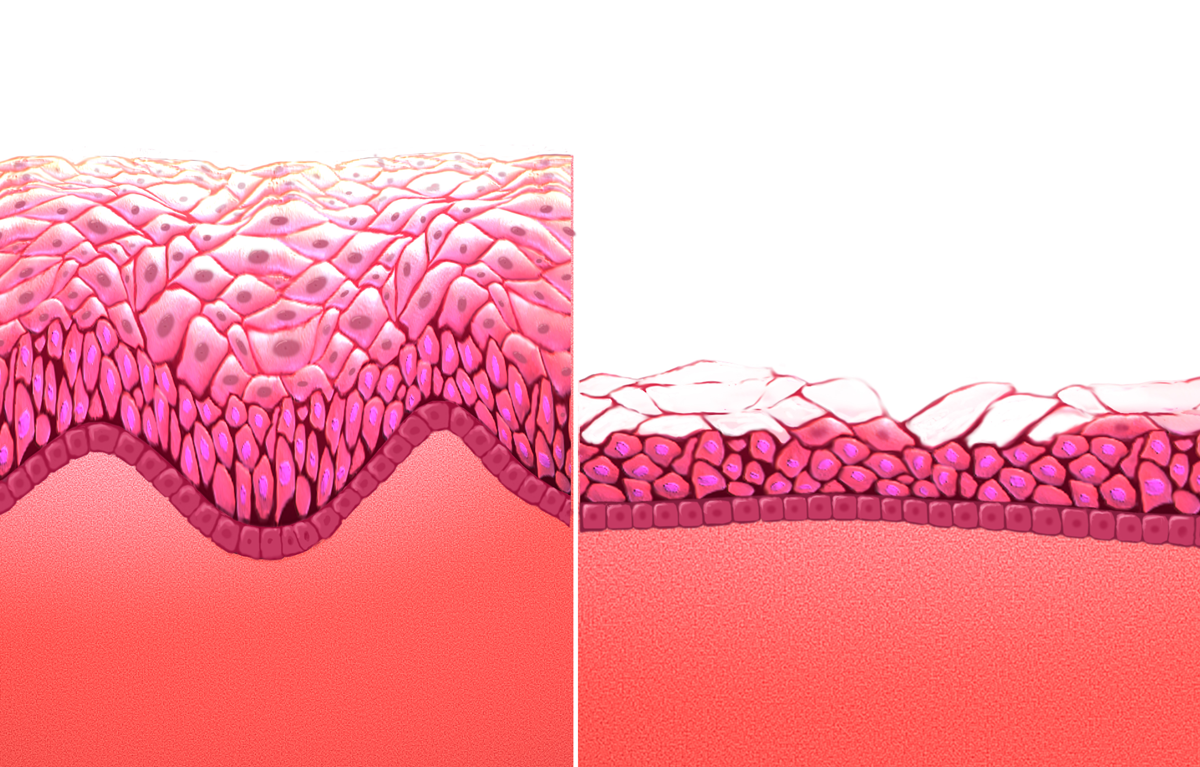
Mucosa vaginal normal frente a menopausia

La vagina es la vía para que el sangrado y tejido menstrual abandone el cuerpo. Se utilizan tampones, copas y compresas para absorber o recoger esos fluidos. El flujo vaginal proviene del útero, del cuello uterino, y de las propias secreciones del epitelio vaginal. Las secreciones aumentan durante la excitación sexual, la ovulación, la menstruación, y durante el embarazo.
Las glándulas de Bartolini, localizadas cerca de la apertura vaginal, fueron originariamente citadas como la fuente principal de la lubricación vaginal, pero posteriores estudios mostraron que solo son importantes durante la excitación sexual. La mayor parte de la lubricación vaginal proviene de la filtración de plasma de las paredes vaginales, lo cual se denomina transudación vaginal. La transudación vaginal está causada por la obstrucción vascular de la vagina (vasocongestión), que produce un aumento en la presión en los capilares. Esto causa la salida de plasma a través del epitelio vaginal.
Antes y durante la ovulación, las glándulas del cuello uterino secretan un moco cuya composición y consistencia difieren de la que se produce durante el resto del ciclo, y proporciona un ambiente alcalino y fértil en el canal vaginal favorable para la supervivencia del esperma. La lubricación vaginal disminuye con la edad de la mujer, lo cual no implica que exista una patología, ni física ni psicológica. Tras la menopausia, se produce menos estrógeno, lo que causa que la pared vaginal adelgace significativamente. En ciertos casos, se puede corregir con terapia de reemplazo de estrógenos).

### Actividad sexual

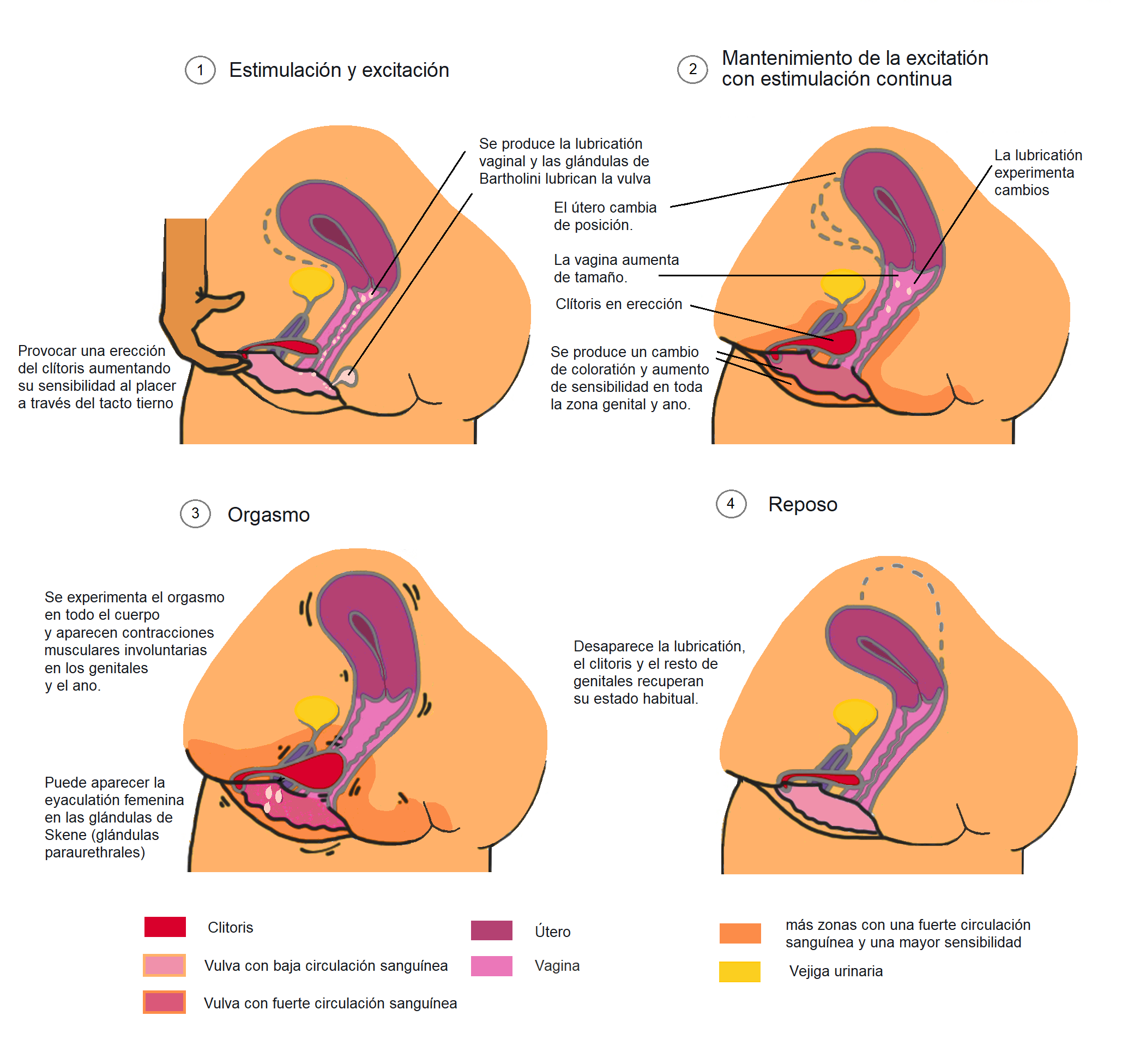
Fases de la excitación y orgasmo femenino

La concentración de terminaciones nerviosas cerca de la apertura vaginal suele producir sensaciones placenteras cuando es estimulada durante la actividad sexual, y muchas mujeres adicionalmente derivan placer de la cercanía y sensación de plenitud durante la penetración de la vagina. Debido a que la vagina no posee demasiadas terminaciones nerviosas, las mujeres no reciben con frecuencia suficiente estimulación sexual para llegar al orgasmo al recurrir a la penetración vaginal únicamente. Aunque algunos exámenes científicos de la inervación de la pared vaginal indican que no hay una única área con mayor densidad de terminaciones nerviosas, o que solamente algunas mujeres tienen mayor densidad de terminaciones nerviosas en la pared vaginal anterior, es común en las mujeres una elevada sensibilidad en la pared vaginal anterior. Estos casos muestran que el tercio externo de la vagina, especialmente cerca de la apertura, contiene la mayoría de la terminaciones nerviosas vaginales, haciéndola más sensible al toque que los dos tercios internos (o superiores) de la vagina. Esto hace que el proceso de dar a luz sea significativamente menos doloroso, porque un elevado número de terminaciones nerviosas implica que hay mayor posibilidad de dolor y placer.
Además de la penetración con el pene, existen muchas maneras en las que se puede recibir placer a través de la estimulación vaginal, incluyendo la masturbación y el sexo oral.  Hay posturas sexuales, tales como la del «misionero», que buscan aumentar la estimulación vaginal. Algunas mujeres utilizan juguetes sexuales, como vibradores, para aumentar el placer vaginal.
El clítoris desempeña un papel en la estimulación vaginal; las investigaciones indican que forma un conglomerado de tejido con la vagina. Este tejido es quizá más extenso en unas mujeres que en otras, lo que puede contribuir a los orgasmos ocasionados vaginalmente.
Durante la excitación sexual, y particularmente con la estimulación del clítoris, las paredes de la vagina se lubrican. Esto ocurre tras diez a treinta segundos de excitación sexual, y va en aumento cuanto más tiempo esté excitada la mujer. Sirve para reducir la fricción o el daño que puede ser causado por la inserción del pene u otro objeto en la vagina durante la actividad sexual. La vagina se dilata durante la excitación, y puede continuar así en respuesta a la presión; al excitarse completamente la mujer, la vagina se expande en altura y ancho, el útero se eleva dentro de la cavidad pélvica, mientras que el cuello uterino se retrae y se eleva por encima del suelo vaginal, todo lo cual aumenta el tamaño vaginal. Al contraerse las paredes elásticas de la vagina, con ayuda de los músculos pélvicos, para poder envolverse alrededor del pene (u otro objeto) introducido, se estimula al pene y se ayuda al hombre a experimentar un orgasmo y eyacular, lo cual a su vez permite la fecundación.
Hay controversia acerca de la existencia de la zona erógena conocida como punto G o de Grafenberg en la pared anterior de la vagina. Hay mujeres que aseguran sentir gran placer con su estimulación, mientras otras no experimentan nada especial. Una mayoría de investigadores sostienen que no existe esa estructura, y lo que se estimula en dicha zona es la parte interna del clítoris.

### Parto

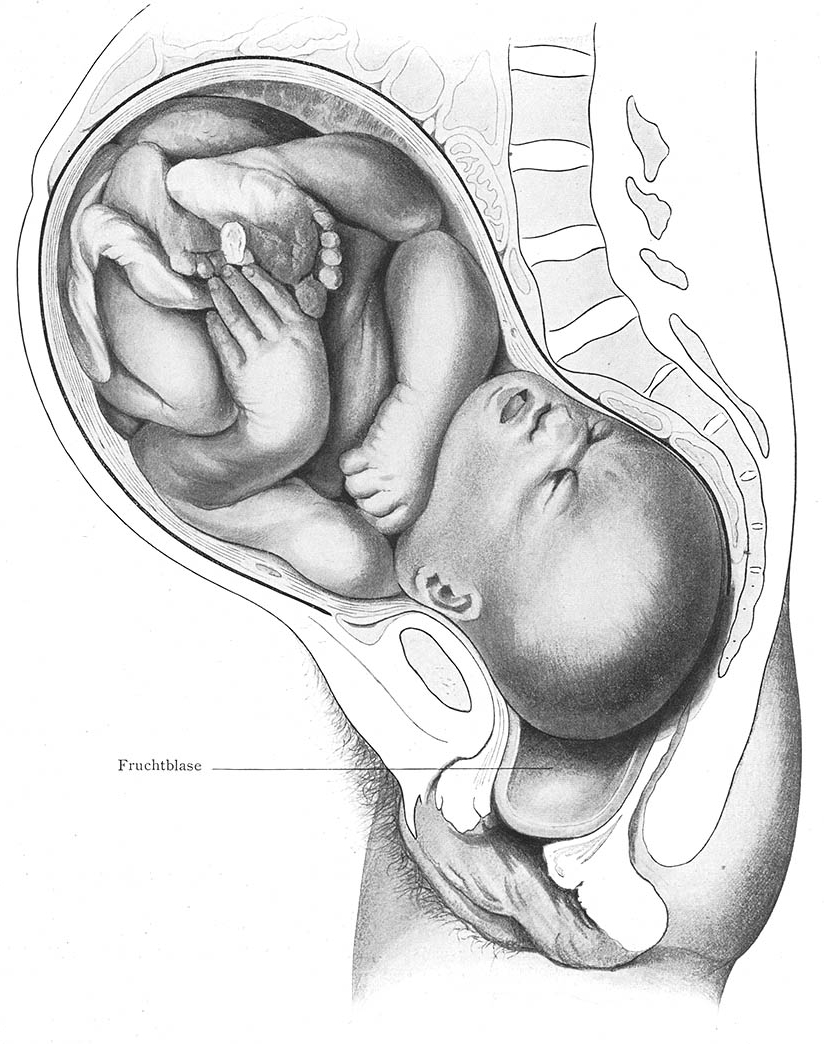
El bebé debe pasar por la pelvis menor para salir al exterior

La vagina proporciona un canal para que el recién nacido pueda salir y comenzar su vida independiente fuera del cuerpo de la madre. Cuando el parto se acerca, pueden tener lugar varios síntomas, incluyendo las contracciones de Braxton Hicks, una descarga vaginal, y la ruptura del saco amniótico (romper aguas). Cuando se rompen aguas, puede existir una inusual sensación húmeda en la vagina; esto podría ser una pequeña o irregular corriente de fluido de la vagina, o un chorro de fluido.
Cuando el cuerpo se prepara para el parto, el cuello uterino se reblandece, adelgaza, se mueve hacia delante para ponerse de frente, y puede comenzar a abrirse. Esto permite al feto acomodarse o "caer" dentro de la pelvis. Cuando el feto se acomoda, puede haber dolor en el nervio isquiático, un aumento de la descarga vaginal, y un aumento de la frecuencia urinaria. Aunque es más probable que estos síntomas tengan lugar cuando haya comenzado el proceso de parto en mujeres que ya han dado a luz anteriormente, pueden ocurrir de diez a catorce días aproximadamente antes del parto en mujeres que experimentan el proceso por primera vez.
El feto comienza a perder el soporte del cérvix cuando las contracciones uterinas comienzan. Con la dilatación cervical alcanzando un diámetro de 10 cm (3,9 plg) para acomodar la cabeza del feto, la cabeza se mueve del útero hacia la vagina. La elasticidad de la vagina permite que se ensanche varias veces su diámetro normal para poder dar a luz al bebé.
Normalmente los nacimientos son nacimientos vaginales con éxito, pero en ocasiones hay complicaciones y una mujer debe someterse a una cesárea en su lugar. La mucosa vaginal tiene una acumulación anormal de fluido (edema) y es muy fina, con poca rugosidad, un poco después del nacimiento. En aproximadamente unas tres semanas la mucosa se espesa y vuelve la rugosidad una vez los ovarios retoman su función habitual y se restaura el caudal de estrógeno. Las contracciones involuntarias de los músculos vaginales, responsables de problemas como son el vaginismo o los dolores menstruales, se reducen considerablemente tras el primer parto. La apertura vaginal está abierta y relajada, hasta que vuelve a su estado pre-embarazo a las seis-ocho semanas del periodo que se inicia inmediatamente tras el parto (el periodo posparto); sin embargo, tendrá un tamaño mayor del que tenía anteriormente.